# Relaciones China-Rusia
Las relaciones China-Rusia son las relaciones internacionales entre la República Popular China y la Federación Rusa. Las relaciones diplomáticas bilaterales mejoraron después de la disolución de la Unión Soviética y el establecimiento de la Federación Rusa en 1991.
Los dos países comparten una frontera terrestre que fue demarcada en 1991, y firmaron el Tratado de Buena Vecindad y Cooperación Amistosa en 2001, el cual fue renovado en junio de 2021 por cinco años más. En vísperas de una visita de estado a Moscú en 2013 por parte del líder chino Xi Jinping, el presidente ruso, Vladímir Putin, comentó que las dos naciones estaban forjando una relación especial. Los dos países han disfrutado de estrechas relaciones militar, económica y políticamente, mientras se apoyan mutuamente en varios asuntos globales. Rusia y China declararon oficialmente sus relaciones como de «No aliados, mejor que aliados».

## Historia

### Relaciones China-Unión Soviética
En los años inmediatamente posteriores a la proclamación de la República Popular China (1949), la Unión Soviética se convirtió en su aliado más cercano. Moscú envió miles de ingenieros y trabajadores soviéticos, y trenes cargados de maquinaria y herramientas. A fines de la década de 1950, los soviéticos habían erigido una red de plantas industriales modernas en toda China, capaces de producir aviones de combate, tanques y buques de guerra. Moscú incluso proporcionó algo de tecnología nuclear. Sin embargo, Nikita Jrushchov desconfiaba profundamente de Mao por abandonar las estrictas tradiciones de Lenin y Stalin. A fines de la década de 1950 y principios de la de 1960, las relaciones se volvieron profundamente tensas. Al atacar al revisionismo soviético, Mao consolidó su lucha política en Beijing y ganó a sus oponentes. Jruschov ridiculizó los fracasos del Gran Salto Adelante y el Movimiento de Comunas Populares. La división chino-soviética estuvo marcada por combates a pequeña escala en el Conflicto fronterizo sino-soviético en 1969. Moscú consideró un ataque nuclear preventivo. Eso nunca sucedió, pero los soviéticos alentaron a los uigures a rebelarse contra China. Más importante aún, China lanzó su propia apuesta por controlar los movimientos comunistas en todo el mundo y, en la mayoría de los casos, los partidos comunistas locales se dividieron entre los dos patrocinadores, confundiendo a los compañeros de viaje y debilitando el movimiento comunista en general en el Tercer Mundo. Beijing dijo que la Unión Soviética había caído en la trampa del socialimperialismo y ahora era vista como la mayor amenaza que enfrentaba. Mao hizo propuestas a Nixon en los EE. UU., que culminaron en la sensacional visita de Nixon a China en 1972.
En 1976, Mao murió, y en 1978, Hua Guofeng derrocó a la Banda de los Cuatro, quien pronto implementaría una reforma económica a favor del mercado. Dado que la República Popular China ya no defendía la noción antirrevisionista de la contradicción antagónica entre clases, las relaciones entre los dos países se normalizaron gradualmente. En 1979, sin embargo, la República Popular China invadió Vietnam (que, después de un período de ambivalencia, se había puesto del lado de la Unión Soviética) en respuesta a la invasión vietnamita de Camboya que derrocó del poder a los Jemeres Rojos respaldados por China.
A pesar de que el líder soviético Mijaíl Gorbachov criticó al PCCh postmaoísta cuando permitió que los millonarios de la República Popular China hubieran perdido el camino socialista, con la disolución de la Unión Soviética a fines de la década de 1980 y principios de la de 1990, la propia Unión Soviética recurrió a la privatización.

### Desde 1993
Nueva Guerra Fría, Segunda Guerra Fría o Guerra Fría 2.0 (en inglés: New Cold War, también referida como Cold War II, Cold War Redux o Cold War 2.0) son términos utilizados —como paralelismo a la Guerra Fría entre 1945 y 1991— para designar lo que se interpreta como un conflicto político, ideológico, informativo, social y militar en el siglo XXI, lo cual terminó la llamada era post-Guerra Fría. Desde esta visión, se verían las tensiones entre potencias como estructuradas dentro de grandes bloques de poder geopolíticos opuestos; en uno se encontraría Occidente, liderado principalmente por Estados Unidos y Reino Unido, así como en menor medida también por la Unión Europea (partidarios del poder blando y de un orden mundial unipolar) y el otro, Oriente, que estaría liderado principalmente por China y por Rusia (partidarios del poder duro y de un orden mundial multipolar). Se incluyen acciones propias de guerra híbrida (como los ciberataques) y guerras subsidiarias (como Libia, Siria, Ucrania o Irán). La rivalidad, además de geopolítica, también sería de carácter económico, militar, cultural y tecnológico.
El conflicto se evidenció a raíz de la invasión de Irak de 2003, para la cual Estados Unidos desplegó bases militares en los países de Asia Central, anteriormente bajo la influencia rusa, los cuales son ricos en gas y petróleo. Occidente desarrolló a su vez políticas tendientes a permitir la ampliación de la OTAN para incluir varios Estados postsoviéticos que compartían frontera con Rusia. En respuesta, y para lograr una forma de equilibrio, Rusia hizo una serie de maniobras en las que contribuyó el hecho de que la guerra de Irak generó un alza en los precios del gas natural y del petróleo, fortaleciendo a Rusia puesto que era una de los más grandes productores de ambos recursos. El país desarrolló lazos de cooperación con China y otros estados de Asia dentro del marco de la Organización de Cooperación de Shanghái, con el objeto de proteger sus intereses energéticos.
En un discurso en febrero de 2007, el presidente ruso Vladímir Putin acusó a los Estados Unidos de «arrojar al mundo en un abismo de conflictos permanentes» e intentar crear un «mundo unipolar» gobernado por Washington. Esta declaración fue la respuesta a las medidas tomadas en Washington para instalar un escudo antimisiles que según Estados Unidos no tenía la intención de apuntar a Rusia sino la de defender a Europa de ataques provenientes de Corea del Norte e Irán. Esta explicación no satisfizo a Rusia que vio los intentos estadounidenses de expandir la OTAN como parte de una política para contener y rodear a Rusia.
Tras la adhesión de Crimea a Rusia en 2014, Rusia invadió Ucrania en 2022 con el casus belli de la violación de los Tratados de Minsk, la posible adhesión de Ucrania a la OTAN, la, según Vladímir Putin, «nazificación» de Ucrania y un presunto genocidio en el Dombás.
El tratado bosqueja los grandes rasgos que han de servir de base para unas relaciones pacíficas, cooperación económica, así como dependencia diplomática y geopolítica. Controversialmente, el Artículo 9 del tratado puede ser visto como un pacto de defensa, y otros artículos (A7 y A16) apuntan a incrementar la cooperación militar, incluyendo el compartir "know-how militar" (A16), es decir, acceso chino a tecnología militar rusa.

## Frontera entre China y Rusia
En 1689, como consecuencia de conflictos armados, los imperios chino y ruso firmaron el tratado de Nérchinsk en el cual Rusia renunció a la región del río Amur. En los años 1850, la geopolítica cambió y el Imperio chino se vio debilitado. Una nueva expedición rusa tuvo como objetivo explorar la región. En 1858, China se vio obligada a firmar el tratado de Aigun, considerado como uno de los tratados desiguales. Rusia tomó el control del margen izquierdo del Amur, del Argún hasta el mar. Dos años más tarde, Rusia confirmó y amplió sus ganancias territoriales por medio de la convención de Pekín. Obtuvo la cesión de la región de Vladivostok. Rusia buscaba luego controlar Manchuria para proteger Siberia y ampliar su cobertura sobre el océano Pacífico. Obtuvo también la cesión de Puerto Arthur (Lüshunkou en chino). La derrota frente a Japón en 1905 arruinó esta política. Rusia renunció a la Manchuria y cedió Puerto Arthur. Este último se encontró temporalmente la soberanía soviética entre 1945 y 1955.
En los años 1960, las relaciones entre China y la Unión Soviética se degradaron fuertemente y Mao Zedong puso en tela de juicio los tratados firmados en el siglo XIX entre los imperios ruso y chino. Estas tensiones desembocaron en 1969 en un enfrentamiento armado que causó centenares de muertes, en su mayoría chinas, pero no logró un nuevo trazado. La Unión Soviética consideró incluso destruir preventivamente las instalaciones nucleares chinas. En las décadas que siguieron, las relaciones quedaron muy tensas y la situación no evolucionó mucho hasta los años 1980. 

## Economía
Los expertos han propuesto un número de teorías para explicar el éxito de las reformas económicas de China en su cambio de una economía planificada al capitalismo, a pesar de los factores desfavorables como los legados conflictivos del socialismo, considerable erosión de la ética laboral, décadas de propaganda antimercado y la "generación perdida", cuya educación se desintegró en medio del trastorno de la Revolución Cultural.
El colapso del Bloque Soviético y las economías de plan centralizado en 1989 renovaron los ímpetus en China para reformar a futuro su economía en un curso diferente para evitar el mismo destino. China también quiso evitar ser como Rusia bajo la administración de Boris Yeltsin, con experimentos a medida con el mercado capitalista que resultaron en el aumento de poderosos oligarcas, corrupción y pérdida de ingresos públicos que exacerbaban la desigualdad económica.

## China, Rusia y el multilateralismo
Diferentes visiones y enfoques han sido propuestos por diferentes autores, a efectos de definir y caracterizar el poder en este periodo. Uno de los primeros en abordar esta temática fue el politólogo estadounidense Zbigniew Brzezinski, quien consideró que el mundo de la era posterior a la Guerra Fría constaba de dos categorías de estados: “los vasallos y los tributarios de Estados Unidos”. En su libro titulado El gran tablero de ajedrez: América y el resto del mundo (1997), describe a su país como la única potencia que tiene una supremacía incuestionable y simultánea en los cuatro más importantes dominios (militar, económico, tecnológico, y cultural), ya que luego de disolución de la Unión Soviética, Rusia no logró cubrir la laguna dejada por el gigante socialista desaparecido. Sin embargo, ya en los años 2010, Brzezinski pasó ha mostrarse partidario del orden tripolar con Estados Unidos, Rusia y China como solución a la supuesta anarquía en relaciones internacionales, como consecuencia de la decadencia de los Estados Unidos. Los tres principales poderes dominantes podrían de esta forma cooperar para lograr la estabilidad global. Según esta visión, Estados Unidos ya no tiene las condiciones que tuvo antes de imponer fácilmente su unilateralismo mundial.
Todos los organismos internacionales surgidos de la Segunda Guerra Mundial están en una encrucijada por los nuevos centros de poder, y Estados Unidos puede tener resistencias a aceptar ese nuevo orden. En este sentido, el autor estadounidense Michael Klare ha estimado que el nuevo orden mundial rompe con el paradigma de la Guerra Fría, porque las tres potencias pueden cooperar para hacer valer sus respectivas esferas de influencia, aunque como posibles riesgos señala el de la militarización. Así mismo, el politólogo estadounidense Graham Allison ha señalado que el siglo XXI será de un equilibrio de poderes como Estados Unidos no había conocido, China ahora es el principal motor de la economía mundial, con grandes proyectos de alto impacto como la Nueva Ruta de la Seda y del Collar de Perlas (geopolítica), y con varias de las principales empresas de tecnología en el mundo, por esto Allison asegura que muchos de los compromisos de Estados Unidos para con sus aliados no son sostenibles, tomando en cuenta su propia seguridad, para Allison seguir compromisos irrealizables es lo que ha causado los fracasos de la política exterior de Estados Unidos en Medio Oriente. Además, cada vez es mayor el número de observadores que consideran a China como una superpotencia internacional, a la par que ven en los Estados Unidos indicios de deterioro y de retroceso. Tal es el caso del analista Timothy Garton Ash quien en 2020 aseguró que los Estados Unidos solamente podían aspirar a ser “un país líder en una red poshegemónica de democracias... he dicho un, no el país líder”. Garton Ash resaltó la “diferencia importante con el principio de este siglo, cuando la hiperpotencia estadounidense parecía dominar el planeta como un coloso”.
Sylvain Allemand y Jean-Claude Ruano-Borbalan por su parte, opinaban en 2008 que Estados Unidos no buscaba ni busca dominar intencionalmente al mundo, sino simplemente lo que por encima de todo quiere es proteger sus intereses y preservar su seguridad. Y dentro de esta lógica, los atentados del 11 de septiembre de 2001 lo que provocaron fue un reforzamiento de las intervenciones americanas en el mundo, con la finalidad casi exclusiva de mejorar la seguridad dentro de fronteras, llevando conflictos y fricciones a otras partes. Y es que la degradación del bloque comunista y la incapacidad de la Unión Europea para organizar su autonomía estratégica, de una u otra forma favorecieron la supremacía estadounidense hegemónica posterior a 1990.
Por su parte, el periodista británico Martin Jacques señaló en 2016 que las economías occidentales se encuentran en una fase de estancamiento, parecida a una “década perdida” que no tiene un punto de fin claro, por ello el reorden geoestratégico y geoeconómico sigue a las relaciones que se desarrollan entre las grandes potencias. La globalización, al inicio promovida por occidente, era a su juicio aprovechada por China mientras Estados Unidos y Europa resienten sus efectos negativos con consecuencias (por ejemplo el Brexit). Por último, el autor consideraba que desde China también se promovía el multilateralismo como solución a los problemas de la gobernanza global.

### Hegemonía del dólar estadounidense
A partir del final de la Guerra Fría, la mayoría de las transacciones globales, incluyendo a los países de la ex Unión Soviética, seguirían apoyándose en el dólar estadounidense. China, como potencia económica global, se convierte en el principal acreedor de EE. UU., manteniendo buena parte de sus reservas en bonos de deuda de ese país norteamericano. Contribuyen además las crisis inflacionarias de los países latinoamericanos (consecuencia de las crisis de deuda anteriores), destacándose los casos de Venezuela, Brasil, Argentina y Ecuador.

### BRICS
Los BRICS, oficialmente BRICS+ (tras la incorporación de nuevos países), es una asociación, grupo y foro político y económico internacional de países emergentes, que se ha constituido en un espacio internacional alternativo al G7, integrado por países desarrollados.En términos generales, BRICS es una asociación económica-comercial de las 5 economías nacionales emergentes que en la década de los 2000 presentaban un gran potencial de desarrollo. El nombre de la formación son las iniciales de esos 5 primeros Estados miembros plenos.
Fue conformado inicialmente por Brasil, Rusia, India, China y Sudáfrica, y fue creado en 2010 tras la incorporación de Sudáfrica a la ya existente organización BRIC. 
En agosto de 2023, en la XV Cumbre de los BRICS, en la ciudad de Johannesburgo, Sudáfrica, se anunció la entrada para el 1 de enero de 2024 de 6 nuevos países como Estados miembros plenos .De ellos sólo 4 países se incorporaron al grupo Egipto, Emiratos Árabes Unidos, Etiopía e Irán. Pero el nuevo presidente de Argentina, Javier Milei decidió no ingresar y Arabia Saudita,no concluyó las formalidades de ingreso. Actualmente son 10 Estados miembros plenos.
En octubre de 2024, en la XVI Cumbre, en la ciudad de Kazán, Rusia, los BRICS crearon para el 1 de enero de 2025, la categoría de Estados miembros asociados, estos países son estados observadores que no son oficialmente parte del bloque BRICS, pero reciben apoyo de los miembros de BRICS. El 30 de diciembre de 2024, Arabia Saudita y Turquía decidieron no ingresar. Los siguientes 13 países fueron aceptados como Estados miembros asociados: Argelia, Bielorrusia, Bolivia, Cuba, Indonesia, Kazajistán, Malasia, Nigeria, Tailandia, Turquía, Uganda, Uzbekistán y Vietnam. Tras la ampliación de 2024, el PIB de los BRICS, incluyendo Argentina, representaría el 37 % del PIB mundial y el 46 % de la población mundial.Aunque al final, Javier Milei, presidente de Argentina rechazó la entrada del país en el grupo.
Los BRICS fueron considerados el paradigma de la cooperación Sur-Sur, aunque esta interpretación fue puesta en cuestión dadas las contradicciones entre los intereses de China y los demás miembros, y la pérdida de proyección económica.En el BRICS+ se encuentran países con gran población (China e India por encima de los mil cuatrocientos millones cada uno), y países con enormes territorios como Rusia, China y Brasil, lo que les proporciona una dimensión estratégica, una muy amplia cantidad de recursos naturales, un importante crecimiento de su producto interno bruto (PIB) y consecuentemente el aumento de su participación en el comercio internacional en los últimos años.
El 1 de enero de 2025, se formalizó el ingreso de otros doce países como miembros asociados, incluyendo a Indonesia, convirtiéndose así en el primer miembro del sudeste asiático. Como consecuencia de ello, el grupo representa ahora el 40,4% de la riqueza producida (en paridad de poder adquisitivo) en el mundo y el 51% de la población mundial. El acrónimo BRICS+ se ha utilizado informalmente para reflejar una nueva membresía.

### Organización de Cooperación de Shanghái
La Organización de Cooperación de Shanghái (OCS) es una organización intergubernamental fundada el 15 de junio de 2001 por China, Rusia, Kazajistán, Kirguistán, Tayikistán y Uzbekistán, países que, con excepción del último, fueron miembros del grupo de los Cinco de Shanghái, precursor de la OCS, fundado el 26 de abril de 1996. Desde su creación, la organización ha expandido su membresía a nueve estados; India y Pakistán se unieron en junio de 2017, e Irán lo hizo en septiembre de 2022.

## Rusia y la República de China
La oficina de representación de la República de China en Rusia, la Oficina de Representación en Moscú de la Comisión de Coordinación Económica y Cultural Taipéi-Moscú, fue inaugurada el 12 de julio de 1993 por el Ministerio de Relaciones Exteriores de la República de China. La oficina de representación de Rusia en Taiwán, Oficina de Representación en Taipéi para la Comisión de Coordinación Moscú-Taipéi sobre Cooperación Económica y Cultural, fue inaugurada el 15 de diciembre de 1996 por el Ministerio de Relaciones Exteriores de Rusia.
En 2002, en el contexto de las reclamaciones de la República de China como la verdadera y única China histórica, el gobierno de Taipéi eliminó sus reclamaciones oficiales de la región de Mongolia Exterior, que incluía la totalidad del Estado de Mongolia y la República de Tuvá, una entidad administrativa de Rusia.
En 2005, el monto total del comercio entre los dos países (en dólares estadounidenses) fue de 2.188.944.473. Como puede verse en los datos, Rusia mantiene un balance positivo en sus relaciones comerciales con Taiwán gracias al petróleo crudo, hierro y acero fundido, metales no ferrosos, productos petroquímicos, ferroaleaciones, carbón coquizable, madera y fertilizantes químicos. Rusia importa principalmente productos electrónicos y partes electrónicas, computadoras y partes de computadoras, y electrodomésticos. 
En los últimos años, Rusia ha recibido a más de 300 estudiantes taiwaneses para trabajar en el país, mientras que Taiwán ha permitido que 200 estudiantes rusos ingresen a su mercado laboral. También se dice que alrededor de 1000 taiwaneses visitan Rusia cada año.